# Dennis Önder
Dennis Önder, född 12 augusti 1974 i Diyarbakır i Turkiet och med assyrisk/syriansk bakgrund, är en svensk skådespelare.
Han lärde sig skådespelyrket vid Oktoberteatern i Södertälje, där han sedan 1992 medverkat i flera uppsättningar. Han har även spelat på Stockholms stadsteater och Riksteatern.

## Filmografi
- 2000 – Bouncers! - Aziz [2]
- 2002 – Hus i helvete - Fani
- 2003 – Vera med flera (TV-serie) - kusin [2]
- 2005 – Lasermannen (TV-serie) - Hasan Zatara
- 2007 – Leende guldbruna ögon (TV-serie) - Roddy
- 2007 – Se upp för dårarna - Ravi
- 2008 – Vi hade i alla fall tur med vädret – igen - Hamid
- 2009 – Flickan som lekte med elden - Refik Alba
- 2009–2010 – Guds tre flickor (TV-serie)
- 2020 – Kalifat (TV-serie)
- 2020 – Måste-gitt-serien (TV-serie)
- 2021 – Alla utom vi (TV-serie)
- 2021 – Snabba cash (TV-serie)

## Teater

### Roller (ej komplett)
| År   | Roll | Produktion                     | Regi           | Teater                          |
| ---- | ---- | ------------------------------ | -------------- | ------------------------------- |
| 2019 |      | Invasion! Jonas Hassen Khemiri | Jonas Holmberg | Kulturhuset Stadsteatern/ Turné |